# Fritz Arthur Jusélius
Fritz Arthur Jusélius (né le 13 juin 1855 à Pori et mort le 8 février 1930 à Pori) est un industriel et Conseiller des mines finlandais